# Cassy O'
Cassy O' è il terzo singolo di George Ezra, il primo album di debutto Wanted on Voyage ed è stato pubblicato l'8 marzo 2014.

## Video musicale
Il video musicale del brano è stato pubblicato dal 25 febbraio 2014.

## Tracce
- Download digitale - EP

1. Cassy O' – 3:07
2. Get Lonely with Me – 3:04
3. Over the Creek – 3:45
4. Coat of Armour – 3:58